# Otto von Papstein
Otto Friedrich Wilhelm von Papstein (* 19. März 1820 in Parlin, Kreis Naugard; † 14. April 1894 in Prenzlau) war ein preußischer Generalmajor und Kommandeur der 10. Infanterie-Brigade.

## Leben

### Herkunft
Er stammte aus dem neumärkischen Adelsgeschlecht von Papstein und war ein Sohn des preußischen Rittmeisters a. D. Georg von Papstein († 1856) und dessen Ehefrau Friederike, geborene Grothe († 1862).

### Militärkarriere
Papstein besuchte die Stadtschule in Massow sowie die Kadettenhäuser in Potsdam und Berlin. Anschließend wurde er am 5. August 1837 als Portepeefähnrich dem 24. Infanterie-Regiment der Preußischen Armee überwiesen und avancierte bis Mitte Februar 1839 zum Sekondeleutnant. 1849 nahm er während der Märzrevolution an der Unterdrückung der revolutionären Unruhen in Dresden und Iserlohn sowie in Baden an den Gefechten bei Kirchheim-Bolanden, Dürkheim, Wiesenthal, Neudorf und Kuppenheim teil. Bis Anfang Juli 1857 stieg Papstein zum Hauptmann auf und wurde am 12. April 1859 zum Kompaniechef ernannt. In dieser Eigenschaft nahm er 1864 im Krieg gegen Dänemark am Übergang über die Eider, den Gefechten bei Missunde und Osterdüppel sowie dem Sturm auf die Düppeler Schanzen und dem Übergang nach Alsen teil. Für sein Wirken erhielt er am 10. März 1864 den Roten Adlerorden IV. Klasse mit Schwertern.
Unter Beförderung zum Major erfolgte am 11. Februar 1865 seine Versetzung in das Brandenburgische Füsilier-Regiment Nr. 35, mit dem er 1866 im Krieg gegen Österreich bei Münchengrätz und Königgrätz kämpfte. Dafür erhielt er am 20. September 1866 den Kronen-Orden III. Klasse mit Schwertern. Papstein wurde am 22. März 1868 zum Oberstleutnant befördert und zeitgleich als Kommandeur des III. Bataillon in das Garde-Füsilier-Regiment versetzt. Bei der Mobilmachung anlässlich des Krieges wurde Papstein am 18. Juli 1870 zum Kommandeur des Mecklenburgischen Füsilier-Regiments Nr. 90 ernannt. Am 21. August 1870 übernahm Papstein das Garde-Füsilier-Regiment, dass er in der Schlacht bei Sedan und der Belagerung von Paris führte.
Ausgezeichnet mit dem Eisernen Kreuz II. Klasse wurde er am Tag der Kaiserproklamation zum Oberst und am 29. März 1871 zum Regimentskommandeur ernannt. Außerdem erhielt er am 2. Mai 1871 das Mecklenburgische Militärverdienstkreuz I. Klasse, am 13. Juni 1871 das Eiserne Kreuz I. Klasse und am 30. April 1874 den Orden der Heiligen Anna II. Klasse mit Brillanten. Unter Stellung à la suite seines Regiments beauftragte man Papstein am 13. März 1875 mit der Führung der 10. Infanterie-Brigade in Frankfurt (Oder) und am 13. April 1875 wurde er zum Kommandeur dieser Brigade ernannt. In dieser Stellung avancierte er am 18. April 1875 zum Generalmajor und erhielt Mitte September 1876 den Roten Adlerorden II. Klasse mit Eichenlaub und Schwertern am Ringe. In Genehmigung seines Abschiedsgesuches wurde er am 13. April 1878 unter Verleihung des Kronen-Ordens II. Klasse mit Schwertern und Stern mit der gesetzlichen Pension zur Disposition gestellt.
Er starb am 14. April 1894 in Prenzlau.

### Familie
Papstein heiratete am 8. Oktober 1846 in Prenzlau Marie von der Hagen (1826–1882), eine Tochter des Karl von der Hagen (1801–1872), Herr auf Schmiedeberg.